# Higuera de Calatrava
Higuera de Calatrava è un comune spagnolo di 659 abitanti situato nella comunità autonoma dell'Andalusia.